# تاریخ الخلفا
تاریخ الخلفا اثری از جلال الدین سیوطی می‌باشد که احتمالاً در سده نهم نوشته شده‌ است. این اثر جزو منابع مرجع در باب روابط سلجوقیان با دستگاه خلافت می‌باشد.